# Sport Club Rio Grande
Lo Sport Club Rio Grande, noto anche semplicemente come Rio Grande, è una società calcistica brasiliana con sede nella città di Rio Grande, nello stato del Rio Grande do Sul.

## Storia
Lo Sport Club Rio Grande venne fondato il 19 luglio 1900 dal tedesco Christian Moritz Minnemann e un gruppo di amici, durante i festeggiamenti del suo 25º anniversario. Il club ha vinto il suo primo titolo, il Campionato Gaúcho, nel 1936. La giornata nazionale del calcio brasiliano viene celebrata il 19 luglio in omaggio allo Sport Club Rio Grande, il club di calcio più antico del Brasile.

## Palmarès

### Competizioni statali
- Campionato Gaúcho: 1

1936
- Campeonato Gaúcho Divisão de Acesso: 1

1962
- Campeonato Gaúcho Série B: 1

2014